# Maria Callcott
Pour les articles homonymes, voir Graham, Callcott et Dundas.
Maria Callcott (de son second nom d'épouse) ou Maria Graham (de son premier nom d'épouse), née Maria Dundas le 17 juillet 1785 à Papcastle près de Cockermouth dans le Cumberland et décédée le 21 novembre 1842 à Londres, était une voyageuse et écrivain anglaise.

## Biographie

### Enfance et formation
Maria Dundas était l'aînée des quatre enfants de George Dundas, alors officier dans la Royal Navy et de son épouse, une demoiselle Thomson ou Thompson, une « Virginienne ». Elle était la nièce de Sir David Dundas. Peu après la naissance de sa fille, George Dundas entra dans l'administration fiscale et fut envoyé sur l'île de Man puis à Wallasey. Maria apprit à lire et écrire avec sa mère. Née dans une bonne famille, elle apprit aussi à jardiner, à monter à cheval (sur son propre poney) tout en accompagnant régulièrement son père dans ses visites de phares, canaux ou ponts. En 1793, elle fut envoyée dans un pensionnat de jeunes filles près d'Oxford où elle étudia le latin, le français, l'italien, la botanique, l'histoire, la géographie, la littérature britannique, la musique et le dessin. Elle eut pour professeur de dessin William Alfred Delamotte (en) qui lui fit étudier les travaux de théorie artistique de Joshua Reynolds et Edmund Burke.
Elle fit de fréquents séjours chez son oncle, Sir David Dundas où elle rencontra la bonne société intellectuelle londonienne ainsi que de nombreux émigrés. Lors de ses séjours chez un autre de ses oncles, à Édimbourg, elle put rencontrer la bonne société intellectuelle de cette ville, comme Dugald Stewart ou John Playfair. Cependant, l'année de ses 21 ans, elle attrapa la tuberculose dont elle faillit mourir (et dont elle finit par mourir trente-cinq ans plus tard). Clouée au lit, elle lut l'intégralité des œuvres d'Edward Gibbon, de Dante et tout ce qui lui tombait sous la main.

### De l'Inde à l'Amérique latine
En décembre 1808, son père ayant été nommé à Bombay, Maria Dundas embarqua sur la HMS Cornelia avec sa famille. Son journal, publié ensuite, raconte sa première banane, ses lectures (dont Froissart), son apprentissage du persan et sa rencontre avec le lieutenant Thomas Graham ainsi que leurs discussions à propos de Tacite ou des travaux de Dugald Stewart. À l'arrivée du navire à Bombay en mai 1809, ils étaient fiancés et ils se marièrent en décembre 1809.
Durant les deux années qui suivirent, Maria Graham parcourut l'Inde du sud-est, visitant Madras, Calcutta ou Ceylan, s'intéressant à la culture, la religion et les antiquités indiennes. De retour à Londres en 1811, elle fit la connaissance des Murrays qui lui firent publier en 1812 son Journal of a Residence in India puis Letters from India en 1814. Elle y décrit la faune, la flore, la religion, la vie quotidienne d'une Indienne de Madras ou les temples hindous, le tout illustré de ses propres dessins. Ces ouvrages firent beaucoup pour la connaissance populaire de l'Inde.
Dans les années qui suivirent, Maria Graham resta en Grande-Bretagne, se partageant entre la gestion de sa maison, ses accès de tuberculose, l'apprentissage de l'islandais et la traduction du récit des combats en Espagne par Albert de Rocca. En 1818, elle partit avec son époux en Italie où elle passa un peu plus d'un an à voyager, fréquentant aussi les artistes anglais en Italie : Charles Eastlake, John Jackson ou Turner. En 1819, Sir Thomas Lawrence fit son portrait. En 1820, elle fit publier son journal, décrivant un voyage de trois mois dans la campagne romaine, son économie, son agriculture, ses coutumes et ses bandits qui finirent par obliger son petit groupe à rentrer à Rome. La même année, elle publia aussi un de ses ouvrages les plus célèbres : Memoirs of the Life of Nicholas Poussin, la première monographie en anglais sur cet artiste, considérée comme un ouvrage érudit et véritablement scientifique, même si l'influence de ses lectures y est encore très visible. Elle y fait surtout un travail très exhaustif d'identification des œuvres : originales et copies, des lieux représentés et des acheteurs.

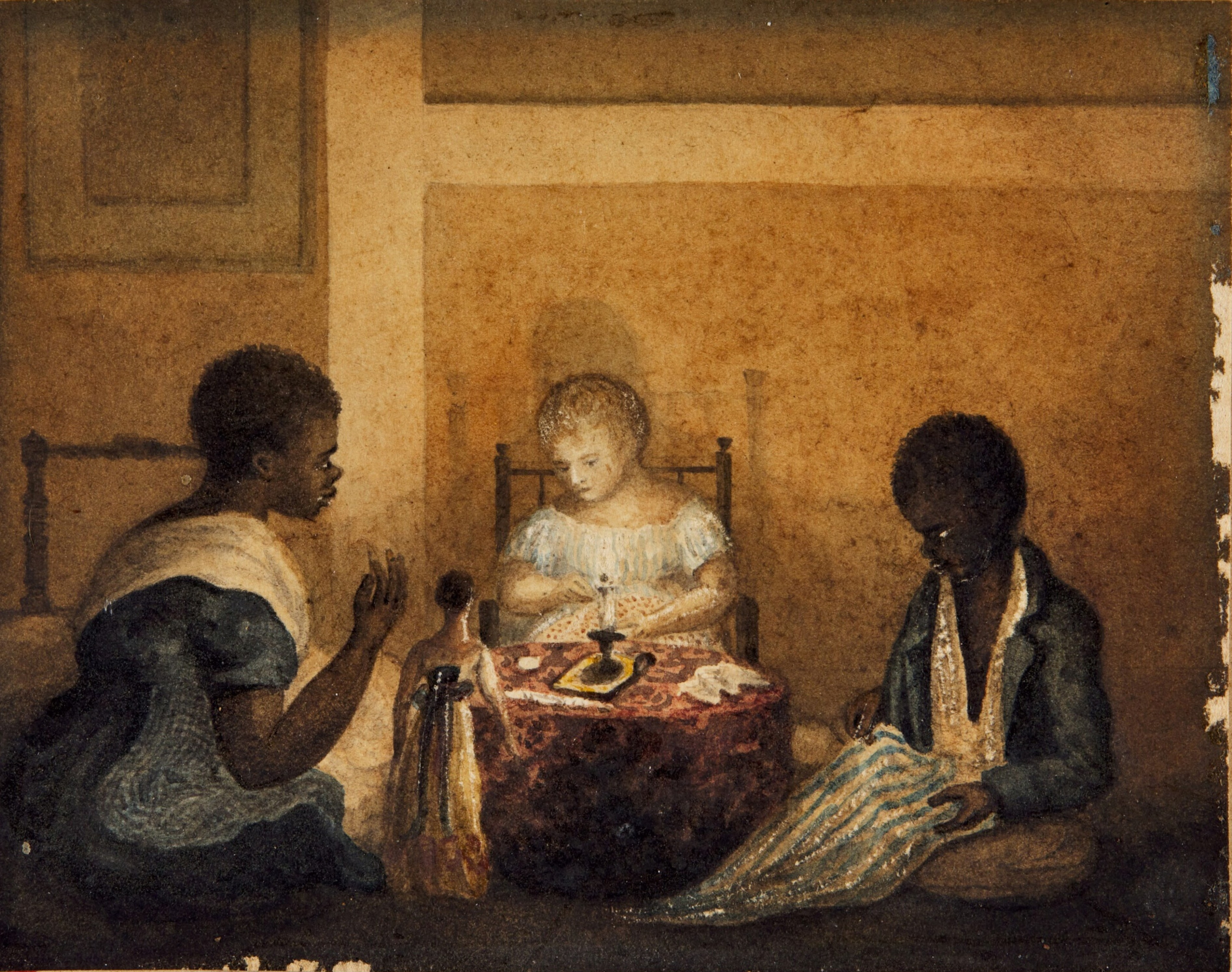
Portrait de Maria, Emma, Cammondongo et une poupée assis à table, Brésil, 1822

En 1821, le couple Graham partit pour l'Amérique latine. Le journal publié de Maria Graham évoque les escales à Madère, Tenerife, à Olinda dans un Brésil en révolution. La description du marché aux esclaves de Salvador de Bahia est considérée comme un des éléments les plus forts de ce récit de voyage. Le 9 avril 1822, presque au passage du Cap Horn, Thomas Graham mourut. Il fut enterré par son épouse à leur arrivée à Valparaíso.
Veuve esseulée, elle poursuivit malgré tout ses travaux intellectuels et ses explorations. L'amiral de la flotte chilienne, Thomas Cochrane qui avait servi dans sa jeunesse sur le même navire que Thomas Graham entreprit de protéger la jeune veuve qui devint bientôt une de ses amies les plus proches, invitée régulièrement dans sa grande propriété. Ce fut là que Maria Graham subit la série de tremblements de terre qui secoua le Chili en 1822. Elle en fit un récit si détaillé qu'il fut publié dans les Transactions of the London Geological Society l'année suivante. Ses descriptions permirent à Charles Lyell de suggérer le lien entre les mouvements terrestres et la formation des montagnes. Cette théorie fut refusée par George Bellas Greenough qui s'attaqua aussi à Maria Graham afin de déconsidérer l'ensemble.
En janvier 1823, Maria Graham quitta le Chili pour le Brésil avec Thomas Cochrane. Installée à Rio de Janeiro, elle poursuivit ses études et ses explorations. Elle relatera l'histoire de Maria Quitéria, première femme combattante du Brésil. Elle fut aussi nommée gouvernante des enfants du couple impérial brésilien. Son journal d'Amérique latine parut en deux tomes en 1824. Elle rentra définitivement en Grande-Bretagne en 1826.

### Europe

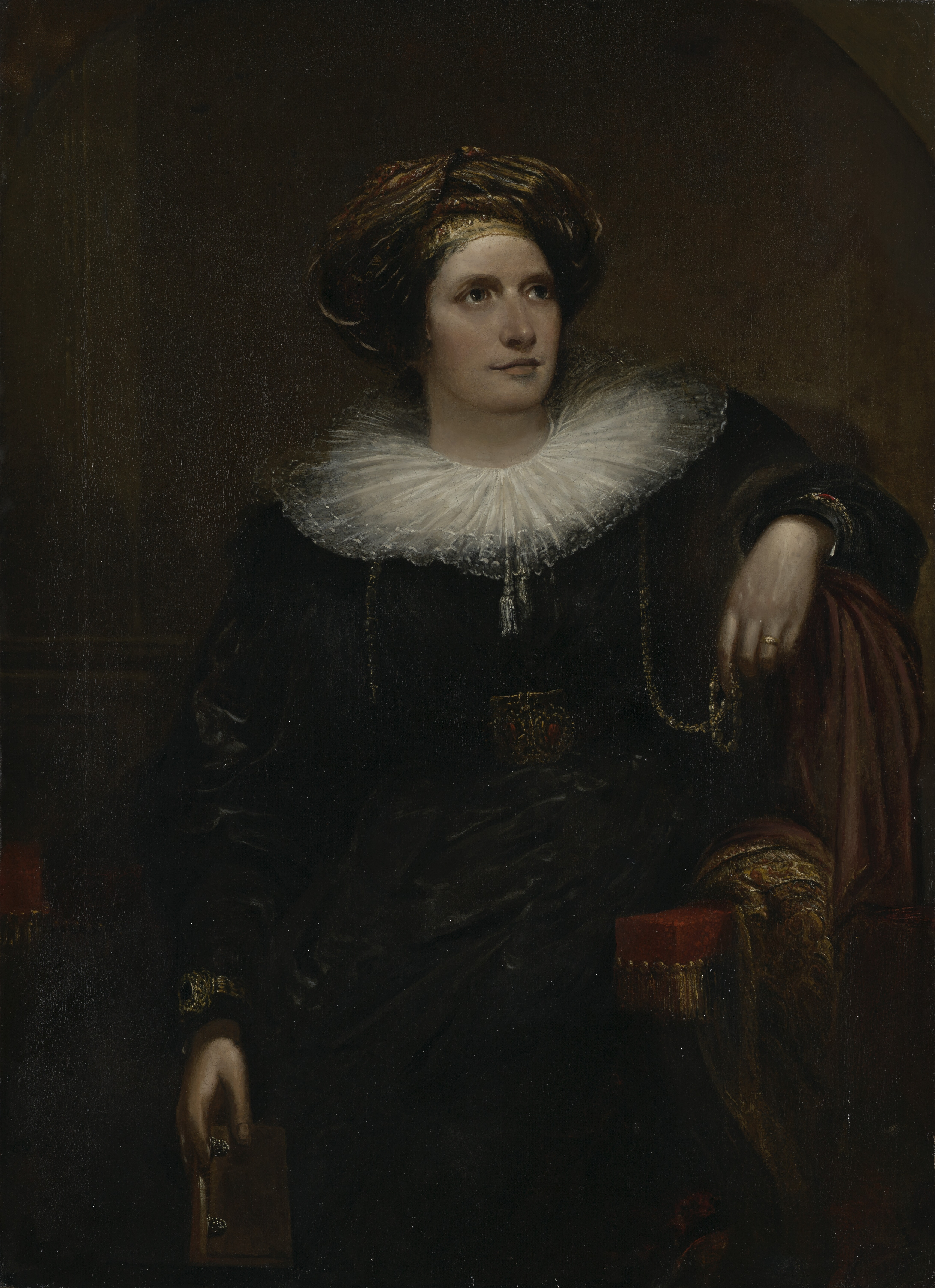
Maria Callcott peinte par son époux Augustus Wall Callcott.

Maria Graham s'installa à Londres et vécut de ses publications, dont un nouveau récit de voyage, aux îles Sandwich ainsi que d'articles qu'elle écrivait. En 1827, elle épousa le peintre Augustus Wall Callcott. Durant son voyage de noces en Allemagne, Bavière, Autriche, Italie et France, elle écrivit un journal qu'elle publia ensuite. Outre la vie quotidienne, elle y décrit les tableaux des grands peintres dans les musées visités. Son intérêt pour les primitifs italiens mena à la publication en 1835 de Description of the Chapel of the Annunziata dell'Arena, or Giotto's Chapel, in Padua, à nouveau la première publication en anglais sur cet artiste.
De retour en Grande-Bretagne en 1828, Maria Callcott travailla pour Murray, traduisant une histoire de la Turquie et écrivant elle-même une histoire de l'Espagne dont elle fit elle-même les illustrations. En 1831, elle fit un accident vasculaire cérébral qui la laissa définitivement handicapée. Elle sortit moins, continua cependant à recevoir les intellectuels londoniens et surtout, elle continua à écrire et publier. Son ouvrage le plus célèbre parut en 1835, Little Arthur's History of England, une histoire de l'Angleterre pour les enfants, dédiée au fils de Thomas Cochrane, Arthur, né en 1824. Le livre connut soixante-dix éditions au XIXe siècle et se vendit à 80 000 exemplaires. Il est très marqué par les valeurs morales victoriennes et un très fort patriotisme.
Maria Callcott publia un très érudit Essays towards a History of Painting en 1836, des ouvrages de botanique : The Little Bracken-Burners, a Tale; and Little Mary's Four Saturdays en 1841 et Scriptural Herbal en 1842. Sa tuberculose finit par l'emporter cette même année.

### Publications
- Journal of a Residence in India, Murray, Londres, 1812.
- Letters from India, Murray, Londres, 1814.
- Memoirs of the Wars of the French in Spain, traduction des Mémoires sur la guerre des Français en Espagne d'Albert de Rocca, 1815.
- Memoirs of the Life of Nicholas Poussin, 1820.
- A Short History of Spain, 1828.
- Description of the Chapel of the Annunziata dell'Arena, or Giotto's Chapel, in Padua, 1835.
- Little Arthur's History of England, 1835.
- Essays towards a History of Painting, 1836.
- The Little Bracken-Burners, a Tale; and Little Mary's Four Saturdays, 1841.
- Scriptural Herbal, 1842.